# Agaronia acuminata
Espèce
Agaronia acuminata est une espèce de mollusques gastéropodes de la famille des Olividae.

## Répartition
- Afrique de l'ouest.

## Taxinomie

### Liste des sous-espèces
Selon World Register of Marine Species (25 avr. 2010) :
- sous-espèce Agaronia acuminata acuminata (Lamarck, 1811)
- sous-espèce Agaronia acuminata boavistensis Burnay & Conceicao, 1986, qui se rencontre dans les îles du Cap-Vert.

## Philatélie
Ce coquillage figure sur une émission de l'Angola de 1974 (valeur faciale : 30 $).